# François-Xavier Garneau
François-Xavier Garneau (Québec, 15 giugno 1809 – Québec, 2 febbraio 1866) è stato uno storico, poeta e notaio canadese.

## Biografia

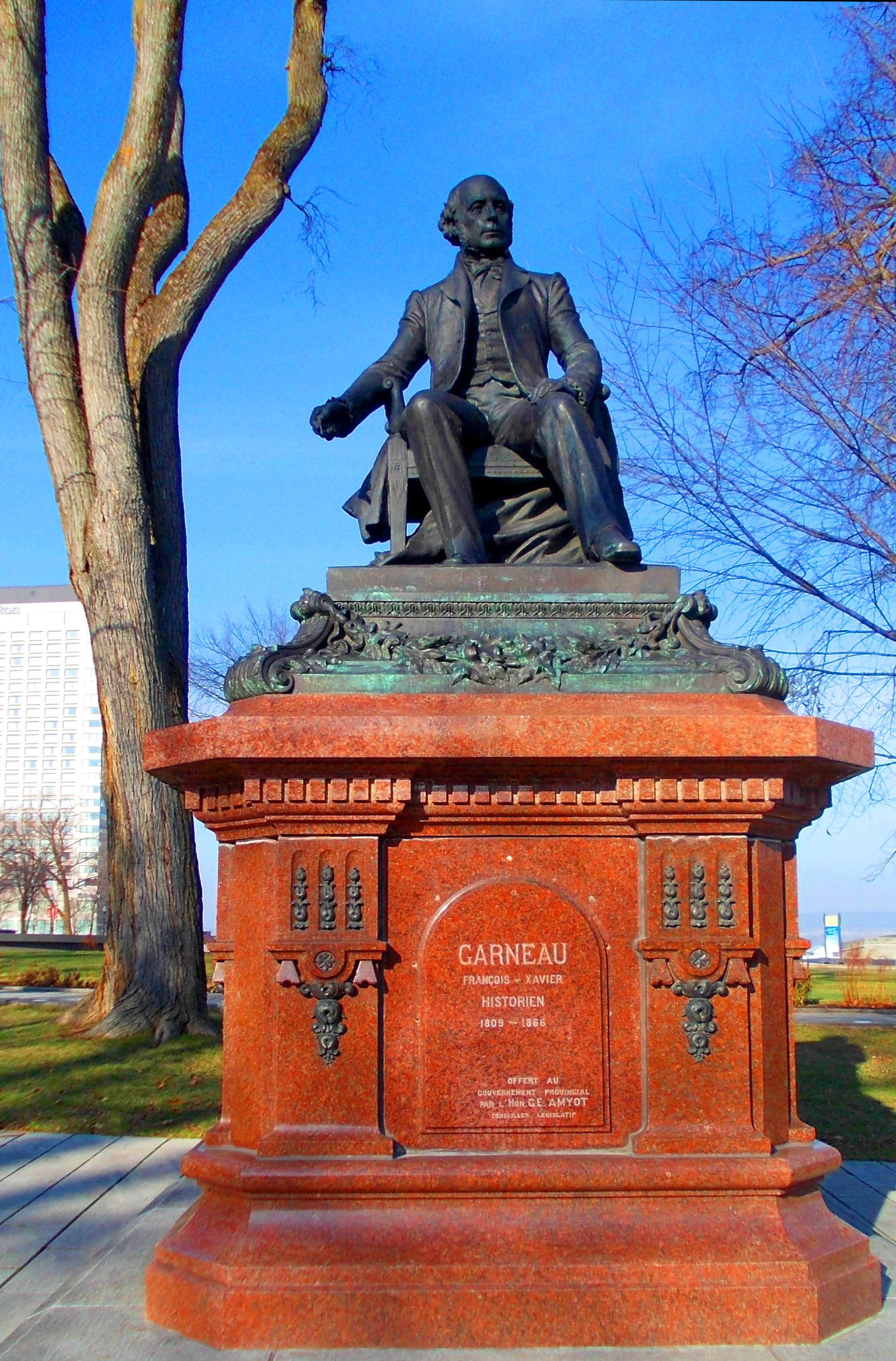
Monumento dedicato a François-Xavier Garneau in Québec

Nacque in una famiglia povera, e studiò come autodidatta, trovando una ottima assistenza culturale grazie all'educatore Joseph-François Perrault.
All'età di 16 anni entrò come studente nello studio di Archibal Campbell, per ottenere il titolo di notaio, e fu aiutato da lui a fare un viaggio negli Stati Uniti d'America, dove scoprì il modello statunitense di democrazia e rafforzò il suo senso di identità di nordamericano.
Nel 1831 soggiornò a Londra per 2 anni per lavoro, e visitò due volte Parigi, approfondendo le sue conoscenze della cultura, della società e della politica europea.
Tornato in Québec nel 1833, lavorò come notaio e incominciò a dedicarsi alla letteratura, scrivendo liriche e collaborando con una rivista culturale, L'Abeille canadienne.
Successivamente, assieme a Louis-David Roy, fondò un settimanale semi-letterario e semi-scientifico, L'Institut, o Journal des étudians, pubblicato per la prima volta il 7 marzo 1841.
Si mise in evidenza per i tre volumi storici sulla nazione franco-canadese intitolati Histoire du Canada (1845-1848).
Garneau manifestò tutto il suo disappunto per la conquista inglese e tutte le sue perplessità riguardanti le possibilità di una integrazione e di una pacifica convivenza tra le due etnie.
Il libro fu inizialmente scritto come risposta a quello di John Lambton, intitolato Report on the Affairs of British North America (1839), secondo il quale la cultura francese viveva un periodo di stallo e di stagnamento e quindi era inevitabile una sua assimilazione all'interno della più fiorente cultura inglese.
Il libro ebbe un grande successo e fece sì che Garneau, pur essendo ancora vivo, venisse acclamato come lo "storico nazionale".
Dopo il 1845 il clero critico alcuni aspetti religiosi, nazionalistici e liberali del libro, e Garneau successivamente diventò più conservatore e tradizionalista in materia religiosa.
Proseguì anche la sua intensa attività poetica, che però venne messa in secondo piano rispetto alle altre sue principali.
Garneau morì il 2 febbraio del 1866.

## Opere
- 1833 : L'abeille canadienne
- 1836 : Siège de Québec,en 1759
- 1845 : Histoire du Canada depuis sa découverte jusqu'à nos jours
- 1855 : Voyage en Angleterre et en France, dans les années 1831, 1832 et 1833  (ristampato nel 1878 con il titolo Voyages).
- 1856 : Abrégé de l'histoire du Canada depuis sa découverte jusqu'à 1840
- 1864 : Additions à l'histoire du Canada

## Articoli su giornali
- L'abeille canadienne
- Le Canadien
- L'Institut